# Eneremius mutus
Eneremius mutus är en insektsart som beskrevs av Henri Saussure 1888. Eneremius mutus ingår i släktet Eneremius och familjen Lithidiidae. Inga underarter finns listade i Catalogue of Life.